# Spellemannprisen 2009
Der Spellemannpris 2009 war die 38. Ausgabe des norwegischen Musikpreises Spellemannprisen. Die Nominierungen berücksichtigten Veröffentlichungen des Musikjahres 2009. Die Verleihung der Preise fand am 6. März 2010 statt. In der Kategorie „Årets Spellemann“ wurde Alexander Rybak ausgezeichnet, den Ehrenpreis („Hedersprisen“) erhielt Jahn Teigen.

## Verleihung
Die Verleihung fand am 6. März 2010 im Oslo Spektrum statt und wurde von Solveig Kloppen und Ivar Christian Johansen moderiert. Die Veranstaltung wurde bei TV 2 übertragen.

## Gewinner
| Kategorie                                      | Gewinner                                       | Werk                                   |
| ---------------------------------------------- | ---------------------------------------------- | -------------------------------------- |
| Barneplate (Kinderplatte)                      | Malin Reitan                                   | Malin                                  |
| Blues                                          | Reidar Larsen                                  | Kom inn te oss                         |
| Country                                        | Tore Andersen                                  | Right Around the Corner                |
| Danseorkester (Tanzorchester)                  | Vagabond                                       | Vagabond                               |
| Elektronika                                    | Röyksopp                                       | Junior                                 |
| Folkemusikk/Gammaldans (Volksmusik/Gammaldans) | Olav Luksengård Mjelva                         | Fele / Hardingfele, Røros / Hallingdal |
| Hip hop                                        | Tommy Tee                                      | Studio Time                            |
| Jazz                                           | Tord Gustavsen Ensemble                        | Restored, Returned                     |
| Klassisk musikk (klassische Musik)             | Vilde Frang                                    | Prokofiev & Sibelius: Violin Concertos |
| Kvinnelig Artist (Künstlerin)                  | Noora Noor                                     | Soul Deep                              |
| Mannlig Artist (Künstler)                      | Sivert Høyem                                   | Moon Landing                           |
| Metal                                          | The Cumshots                                   | A Life Less Necessary                  |
| Popgruppe                                      | Montée                                         | Isle of Now                            |
| Populærkomponist (Populärkomponist)            | Svein Berge, Torbjørn Brundtland               | Röyksopp: Junior                       |
| Rock                                           | John Olav Nilsen & Gjengen                     | For sant til å være godt               |
| Samtidskomponist (zeitgenössischer Komponist)  | Ruben S. Gjertsen                              | Grains                                 |
| Samtidsmusikk (Zeitgenössische Musik)          | Philharmonisches Orchester Oslo, Gupta, Szivay | Low Jive                               |
| Tekstforfatter (Textautor)                     | Kjartan Kristiansen, Aslak Dørum               | DumDum Boys: Tidsmaskin                |
| Viser (Weisen)                                 | Tonje Unstad                                   | Æ ror aleina                           |
| Åpen Klasse (Offene Klasse)                    | Kristin Asbjørnsen                             | The Night Shines Like the Day          |
| Årets Bransjepris (Branchenpreis des Jahres)   | Barry Matheson                                 | –                                      |
| Årets Hit (Hit des Jahres)                     | Donkeyboy                                      | Ambitions                              |
| Årets Musikkvideo (Musikvideo des Jahres)      | Donkeyboy                                      | Ambitions                              |
| Årets Nykommer (Newcomer des Jahres)           | Donkeyboy                                      | –                                      |
| Årets Produsent (Produzent des Jahres)         | Yngve Sætre                                    | –                                      |
| Årets Spellemann (Spellemann des Jahres)       | Alexander Rybak                                | Fairytales                             |

## Nominierte
Die Nominierungen wurden am 25. Januar 2010 bekannt gegeben. Unter anderem Alexander Rybak und die Band  Donkeyboy erhielten mehr als eine Nominierung.
Barneplate
- Verschiedene Künstler: Go' natt
- Gjermund Larsen, Bom Basker: Går I fjøs
- Malin Reitan: Malin
- Trond Brænne: Bamsen er borte

Blues
- Reidar Larsen: Kom inn te oss
- Ronnie Jacobsen: The San Jose Sessions
- The Crank Bros.: Black Midnights, Stars & Streetlights

Country
- Jonas Fjeld & Chatham County Lines: Brother of Song
- Steff Nevers: Closest to My Heart
- Tore Andersen: Right Around the Corner

Danseorkester
- Anne Nørdsti: Livet er nå
- Ole Ivars: Femten ferske
- Vagabond: Vagabond

Elektronika
- Lindstrøm & Prins Thomas: II
- Mungolian Jetset: We gave it All Away
- Röyksopp: Junior
- Vinter in Hollywood: Outbreak

Folkemusikk/Gammaldans
- Daniel Sandèn-Warg, Sigurd Brokke: Rammeslag II
- Olav Luksengård Mjelva: Fele / Hardingfele, Røros / Hallingdal
- Synnøve S. Bjørset: Slåttar

Hip hop
- Chris Lee: Love Ghost
- Lars Vaular: D'e glede
- Tommy Tee: Studio Time

Jazz
- Håvard Stubø Quartet: Way Up (Way Down)
- Kim Johannesen, Svein Magnus Furu, Tore T. Sandbakken: Kayak
- Nils-Petter Molvær: Hamada
- Solveig Slettahjell: Tarpan Seasons
- Tord Gustavsen Ensemble: Restored, Returned

Klassisk musikk
- Grieg Trio: Tchaikovsky / Smetana / Grieg
- Henning Kraggerud, Bård Monsen, Lars Anders Tomter, Ole-Erik Ree: Ysaÿe: String Trios
- Philharmonisches Orchester Oslo, Jansons: Gustav Mahler Symfoni: 7 Live
- Vilde Frang: Prokofiev & Sibelius: Violin Concertos

Kvinnelig artist
- Ane Brun: Live at Stockholm Concert Hall
- Hanne Hukkelberg: Blood From a Stone
- Julie Dahle Aagård: Stompin' Feet
- Noora Noor: Soul Deep

Mannlig artist
- Alexander Rybak: Fairytales
- Martin Hagfors: Men and Flies
- Sivert Høyem: Moon Landing
- Sondre Lerche: Heartbeat Radio

Metal
- Code: Resplendent Grotesque
- The Cumshots: A Life Less Necessary
- Årabrot: The Brother Seed

Popgruppe
- Datarock: Red
- Donkeyboy: Caught in a Life
- Kings of Convenience: Declaration of Dependence
- Montée: Isle of Now

Populærkomponist
- Cato Sundberg, Kent Sundberg: Donkeyboy: Caught In a Life
- Lars Christian Narum: Narum: Samma hen du fær
- Ole Jørgen Ottosen: Tellusalie: The Man Across the Fountain
- Svein Berge, Torbjørn Brundtland: Röyksopp: Junior
- Øystein Greni: BigBang: Edendale

Rock
- DumDum Boys: Tidsmaskin
- Heroes & Zeros: Simian Vices Modern Devices
- John Olav Nilsen & Gjengen: For sant til å være godt
- Motorpsycho: Child of the Future
- Skambankt: Hardt regn

Samtidskomponist
- Lasse Thoresen: To the Brother Peoples
- Ruben S. Gjertsen: Grains
- Sven Lyder Kahrs: Dew Sparrows Breath

Samtidsmusikk
- Håkon Austbø: Norwegian Imperatives
- Philharmonisches Orchester Oslo, Gupta, Szilvay: Low Jive
- Truls Mørk, Scottish Chamber Orchestra, John Storgårds: Plays Hallgrimson

Tekstforfatter
- Anne Grete Preus: Nesten alene
- Frank Tønnesen: Tønes: Sobihob
- Kjartan Kristiansen, Aslak Dørum: DumDum Boys: Tidsmaskin
- Stein Torleif Bjella: Heidersmenn
- Sverre Knudsen: La det brenne

Viser
- Helene Bøksle: Morild
- Narum: Samma hen du fær
- Stein Torleif Bjella: Heidersmenn
- Tonje Unstad: Æ ror aleina
- Aasmund Nordstoga: Ein visefugg

Åpen Klasse
- Crimetime Orchestra: Atomic Symphony
- Knut Reiersrud: Gitar
- Kristin Asbjørnsen: The Night Shines Like the Day
- Mari Boine: Sterna Paradisea
- When: Homage Series Vol. 1: Sun Ra

Årets hit
- Alexander Rybak: Fairytale
- Donkeyboy: Ambitions
- Jaa9 & OnklP: Glir forbi
- Paperboys: Lonely Traveller
- Röyksopp feat. Robyn: The Girl and the Robot

Årets musikkvideo
- Donkeyboy: Ambitions
- Karpe Diem: Krølla 50-lapp y'all
- Kings of Convenience: Boat Behind
- Kompani 69: Hyrdan
- Röyksopp: The Girl and the Robot

Årets nykommer
- Alexander Rybak
- Donkeyboy
- John Olav Nilsen & Gjengen
- Kråkesølv
- Vilde Frang